# Моя суперродина
«Моя суперродина» — українське телевізійне реаліті-шоу на телеканалі ТЕТ.
За правилами шоу, чотири сім'ї по черзі запрошують до своїх домівок представників інших родин. Наприкінці, конкуренти оцінюють один одного в різних категоріях. Сім'я, яка отримає найвищі оцінки отримує грошову винагороду у 25 тисяч гривень.
Прем'єра першого сезону шоу відбулась 24 квітня 2023 року. Другий сезон почав транслюватись з 2 жовтня 2023 року.

## 1 сезон

### 1 тиждень
| № | Опис родини                                                                               | Посилання |
| - | ----------------------------------------------------------------------------------------- | --------- |
| 1 | «Родина естетів, яка власноруч перетворила занедбану сільську хату на англійський котедж» |           |
| 2 | «Зіркова родина телеведучого — Тімура Мірошниченка»                                       |           |
| 3 | «Сім'я, в якій гармонійно переплелися україно-азербайджанські традиції»                   |           |
| 4 | «Клан стоматологів, де навіть однорічну дитину уже готують до роботи у клініці»           |           |

### 2 тиждень
| № | Опис родини                                                               | Посилання |
| - | ------------------------------------------------------------------------- | --------- |
| 5 | «Гостинні селяни, які не уявляють життя без гучних свят і пишних застіль» |           |
| 6 | «Екологічна родина, яка обирає життя без благ цивілізації»                |           |
| 7 | «Конярі, які успішно об'єднали роботу та дозвілля»                        |           |
| 8 | «Книголюби, для яких інтелект — єдина запорука успіху»                    |           |

### 3 тиждень
| №  | Опис родини                                                              | Посилання                                       |
| -- | ------------------------------------------------------------------------ | ----------------------------------------------- |
| 9  | «Сім'я братів близнюків, яких не розділяють навіть стіни»                |                                                 |
| 10 | «Супер підкачана, спортивна сім'я, де навіть малі діти б'ють рекорди»    |                                                 |
| 11 | «Багатодітна україно-італійська родина, що мешкає у тісноті, та у щасті» | url=https://www.youtube.com/watch?v=a5XFzLf3UeI |
| 12 | «Роботяща сільська родина, яка гуртом будує сімейне гніздечко»           |                                                 |

### 4 тиждень
| №  | Опис родини                    | Посилання |
| -- | ------------------------------ | --------- |
| 13 | «Роботяща родина пекарів»      |           |
| 14 | «Дружня родина рестораторів»   |           |
| 15 | «Кінородина Світлицьких»       |           |
| 16 | «Автентична українська родина» |           |

## 2 сезон

### 1 тиждень
| № | Опис родини                                   | Посилання |
| - | --------------------------------------------- | --------- |
| 1 | «Родина спадкових ромів»                      |           |
| 2 | «Родина б'юті бізнесменів»                    |           |
| 3 | «Віруюча багатодітна сім'я»                   |           |
| 4 | «Родина, яка втілює мрії в життя силою думки» |           |

### 2 тиждень
| № | Опис родини                                                            | Посилання |
| - | ---------------------------------------------------------------------- | --------- |
| 5 | «Пристрасна родина блогерів»                                           |           |
| 6 | «Володарі лавандових угідь, які живуть не шкодуючи грошей»             |           |
| 7 | «Католицька родина, на добробут якої працює ціла команда спеціалістів» |           |
| 8 | «Спортивна родина, що виховує олімпійських чемпіонів»                  |           |

### 3 тиждень
| №  | Опис родини                                                                                            | Посилання |
| -- | --- | --------- |
| 9  | «Багатодітна мати-одиначка із Коростеня, яка намагається довести, що може виховати дітей без чоловіка» |           |
| 10 | «Родина фатальної жінки, яка звела з розуму свого чоловіка»                                            |           |
| 11 | «Родина могутнього чаклунського клану»                                                                 |           |
| 12 | «Екологічна родина»                                                                                    |           |

### 4 тиждень
| №  | Опис родини                                       | Посилання |
| -- | ------------------------------------------------- | --------- |
| 13 | «Безтурботна родина із Київщини»                  |           |
| 14 | «Родина, де дружина перевиховала свого чоловіка»  |           |
| 15 | «Івано-Франківська зірка перукарського мистецтва» |           |
| 16 | «Родина, яка передусім дбає про безпеку»          |           |

### 5 тиждень
| №  | Опис родини                                          | Посилання |
| -- | ---------------------------------------------------- | --------- |
| 17 | «Родина, яка живе без стереотипів»                   |           |
| 18 | «Родина, у якої чоловік у декреті»                   |           |
| 19 | «Родина, яка понад усе в стосунках цінує пристрасть» |           |
| 20 | «Родина, де виховуються прийомні діти»               |           |

### 6 тиждень
| №  | Опис родини                                                          | Посилання |
| -- | -------------------------------------------------------------------- | --------- |
| 21 | «Вірмено-українська родина»                                          |           |
| 22 | «Родина, яка фанатіє від села»                                       |           |
| 23 | «Дипломована сексологиня та її інтимні техніки збагачення чоловіків» |           |
| 24 | «Родина, у якій чоловік молодший за свою дружину майже вдвічі»       |           |

### 7 тиждень
| №  | Опис родини                           | Посилання |
| -- | ------------------------------------- | --------- |
| 25 | «Заощадлива родина»                   |           |
| 26 | «Родина із консервативними поглядами» |           |
| 27 | «Щасливо розлучена родина»            |           |
| 28 | «Футбольна родина з Чернігівщини»     |           |

### 8 тиждень
| №  | Опис родини                        | Посилання |
| -- | ---------------------------------- | --------- |
| 29 | «Українсько-італійська родина»     |           |
| 30 | «Родина рестораторів»              |           |
| 31 | «Родина ТікТок зірок»              |           |
| 32 | «Родина на правильному харчуванні» |           |